# Роберт, Луис
Луис Роберт Мойран (исп. Luis Robert Moirán, 3 августа 1997, Гуантанамо) — кубинский бейсболист, аутфилдер клуба Главной лиги бейсбола «Чикаго Уайт Сокс».

## Карьера
Луис Роберт родился 3 августа 1997 года в Гуантанамо. В Кубинской национальной серии он дебютировал в возрасте шестнадцати лет в составе команды «Сьего-де-Авила Тигрес», играл на всех трёх позициях в аутфилде. Также Роберт входил в состав национальной сборной Кубы возрастной категории до 18 лет на Кубке мира в Японии в 2015 году.
В ноябре 2016 года Роберт сбежал с Кубы, чтобы продолжить бейсбольную карьеру в США. В мае 2017 года он в статусе свободного агента подписал контракт с клубом «Чикаго Уайт Сокс». В его системе он дебютировал в том же сезоне, проведя 28 игр в Доминиканской летней лиге. В 2018 году Роберт выступал за фарм-клубы уровня А-лиги, а по ходу чемпионата 2019 года продвинулся до ААА-лиги, где играл за «Шарлотт Найтс». В 47 сыгранных за «Шарлотт» матчах он отбивал с показателем 29,7 % и выбил 16 хоум-ранов. В январе 2020 года «Уайт Сокс» продлили контракт с перспективным игроком, срок нового соглашения составил шесть лет, общая сумма — 50 млн долларов. Кроме того, команда имеет возможность одностороннего его продления на 2026 и 2027 годы. 
В Главной лиге бейсбола Роберт дебютировал 24 июля 2020 года. По итогам августа, в котором он отбивал с показателем 29,8 %, выбил 9 хоум-ранов и набрал 20 RBI, его признали Новичком месяца в Американской лиге.